# Daniel Killer
Pedro Daniel Killer Diez (Rosario, 1949. december 21. –) világbajnok argentin válogatott labdarúgó.
Az argentin válogatott tagjaként részt vett az 1975-ös Copa Américán és az 1978-as világbajnokságon.

## Sikerei, díjai
Rosario Central
- Argentin bajnok (2): 1971 Nacional, 1973 Nacional

Argentína
- Világbajnok (1): 1978